# Organaro

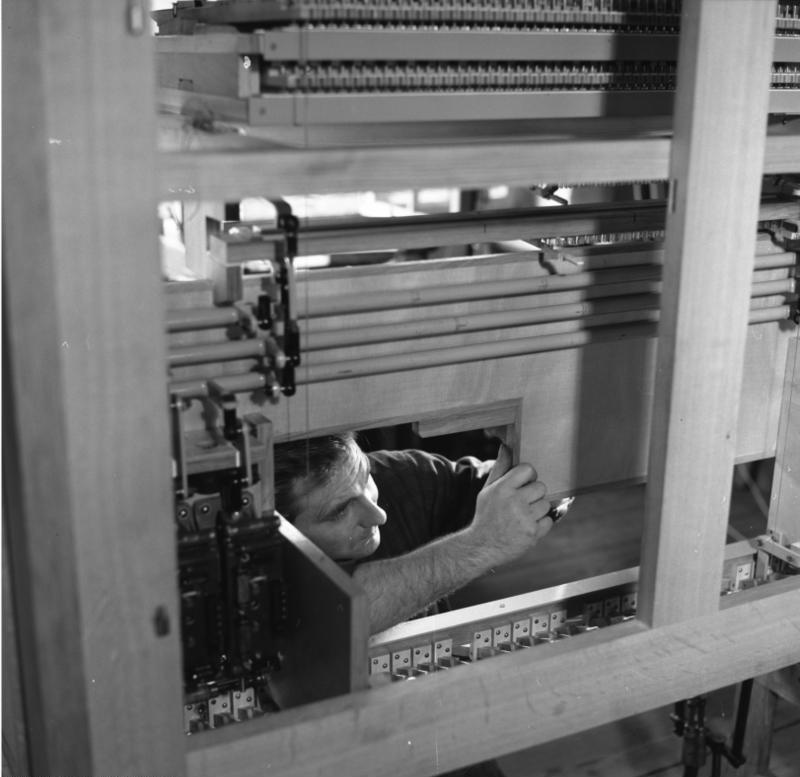
Organaro tedesco al lavoro

L'organaro è un artigiano specializzato nella produzione e manutenzione di organi completi e di molte parti utilizzate nella loro costruzione. Secondo l'importanza della manutenzione, si parla di pulitura, restauro o ricostruzione.

## Descrizione
La professione dell'organaro, visto la tipologia degli strumenti e la varietà delle componenti utilizzate, richiede padronanza di varie discipline, tra le quali: carpenteria, meccanica, lavorazione e formatura dei metalli, pelli e materie plastiche, elettricità ed elettronica, informatica, e una conoscenza musicale e acustica.
Il mestiere è elencato tra le competenze artigianali d'arte; uno di questi artigiani è l'armonista che, nello stesso luogo in cui si trovano gli organi, li regola in funzione dell'acustica del luogo.